# Георг Флукінгер
Георг Флукінгер  (нім. Georg Fluckinger, 1 березня 1955) — австрійський саночник, олімпійський медаліст.

## Виступи на Олімпіадах
| Олімпіада        | Дисципліна       | Місце |
| ---------------- | ---------------- | ----- |
| Лейк-Плесід 1980 | змішані двійки   | 3     |
| Сараєво 1984     | одиночний розряд | 15    |
| Сараєво 1984     | змішані двійки   | 4     |
| Калгарі 1988     | змішані двійки   | 5     |

## Зовнішні посилання
- Досьє на sport.references.com [Архівовано 14 грудня 2012 у Wayback Machine.]